# Muzqui
Muzqui (en euskera Muzki y cooficialmente) es un lugar y un concejo perteneciente al municipio de Guesálaz, de la Comunidad Foral de Navarra (España). Está situado en la Merindad de Estella, en la Comarca de Estella Oriental, cerca del pantano de Alloz. Su población en 2017 fue de 9 habitantes (INE).
Lo atraviesa la carretera NA-7040.

## Topónimo
De origen dudoso.
Formas del topónimo en documentos antiguos: Mueizqui (1218, NEN); Muesqui, Mueçqui, Muezqui (1217,1234, 1250, 1268, NEN); Muezquiz (1234, NEN); Muizqui, Muyzqui (1196, NEN); Muzqui (1277-1279, 1350, 1366, 1591, NEN).

## Turismo
- Casa rural Muzki.
- Casa rural Urrarena.

## Arte e historia
- Se conserva en su término un trozo de calzada romana.
- Iglesia de Santa María Magdalena.